# Свети Георги (Орешец)
Вижте пояснителната страница за други значения на Свети Георги.
„Свети Георги“ е православна църква във видинското село Орешец, България.

## Местоположение
Църквата е разположена в горния южен край на селото.

## История
Църквата представлява еднокорабна каменна постройка с отделна камбанария. Дворът е ограден с каменен зид. Църквата има два малки входа, като над левия е патронното изображение на Свети Георги, убиващ змея, а над десния е изобразен Свети Димитър Солунски. Над левия вход има ктиторски надпис, който дава датата на изграждане на църквата:
| „ | 1866 Маій : Денъ : 5 : Рука Никола : Георгювъ Витанъ : Николувъ Ѿ : Трѧвна Изографи | “ |

Витан Георгюв Николов (1850-1916) е внук на папа Витан, основателя на Тревненската школа. Втори, повреден надпис отсолу дава информация за строителя на църквата Вел. Кр. Йованов от село Ябланица или от Сушица, Дебърско, направил камбанарията (звънарника) и пода на храма, починал в селото в 1896 година.
Църквата има забележителни стенописи. Обявена е за паметник на културата от местно значение през 1973 година.